# Мустла
Му́стла (эст. Mustla) — посёлок в волости Вильянди уезда Вильяндимаа, Эстония. С 19 мая 1938 года по 22 ноября 1979 года имел статус города. 
До административной реформы местных самоуправлений Эстонии 2017 года являлся центром волости Тарвасту (упразднена). 

## География
Расположен в южной части Эстонии, в 21 км к юго-востоку от уездного города — Вильянди, у шоссе Вильянди—Пикасилла. Высота над уровнем моря — 65 метров.

## Население
По данным переписи населения 2021 года, в Мустла проживали 770 человек, из них 723 (94,0 %) — эстонцы.
Численность населения посёлка Мустла:
| Год  | 1972 | 1989   | 2000  | 2011  | 2021  |
| ---- | ---- | ------ | ----- | ----- | ----- |
| Чел. | 1060 | ↘ 1039 | ↘ 950 | ↘ 818 | ↘ 770 |

## История

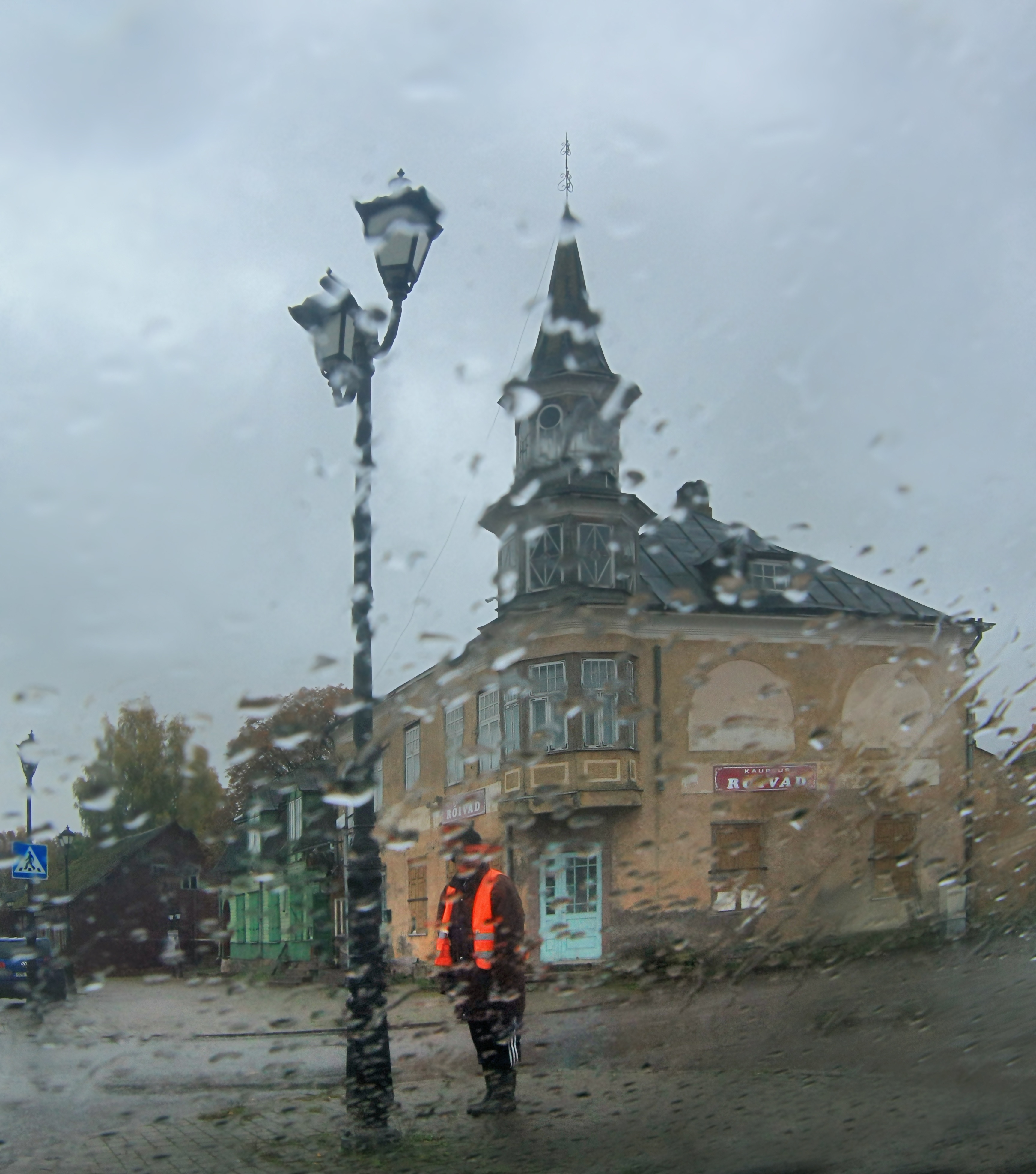
Посёлок Мустла под дождем

В письменных источниках 1583 года упоминается Muslo, 1599 года — Mustykulla, 1624 года — Muestell, 1638 года — Muslekull, 1797 года — Mustla.
Посёлок возник в 1890-х годах, когда мыза Тарваст (нем. Schloß Tarwast, эст. Tarvastu mõis) и пасторат Тарваст (нем. Pastorat Tarwast, эст. Tarvastu kirikumõis) стали распродавать земли в окрестностях Мустлаской корчмы. Права посёлка официально получил в 1927 году. С 1938 по 1979 год Мустла имел статус города, затем опять стал посёлком. В 1950—1991 годах входил в Вильяндиский район.
Хутора к юго-западу от посёлка в XX веке сформировали деревню Мустла, которая в 1977 году была объединена с деревней Тинникуру (эст. Tinnikuru).
С 19 мая 1938 года по 22 ноября 1979 года Мустла имел статус города.
В советское время в посёлке работал Тарвастуский цех Вильяндиского молочного комбината, деревообрабатывающая мастерская потребительского кооператива, средняя школа (400 учащихся в 1978 году, основана в 1931 году как начальная школа), библиотека (старейшая в Эстонии, основана в 1860 году), больница, амбулаторий.

## Инфраструктура
В настоящее время в Мустла работают гимназия Тарвасту, библиотека Тарвасту, музей Тарвасту и Музей Мустлаской команды спасательной службы Вильяндимаа (эст. Viljandimaa päästeteenistuse Mustla komando muuseum).
В начале 2022/23 учебного года в гимназии Тарвасту насчитывалось 284 ученика.
В посёлке работает центр семейного врача, магазин торговой сети «Coop», есть народный дом, певческая эстрада, поле для диск-гольфа.

## Известные уроженцы
В Мустла родились:
- Хейно Парс (1925—2014), режиссёр, сценарист и оператор мультипликационных фильмов;
- Лембит Лыхмус[эст.], график;
- Мадис Миллинг[эст.] (1970—2022), актёр;
- Райво Тафенау[эст.], джаз-саксофонист.

## Галерея

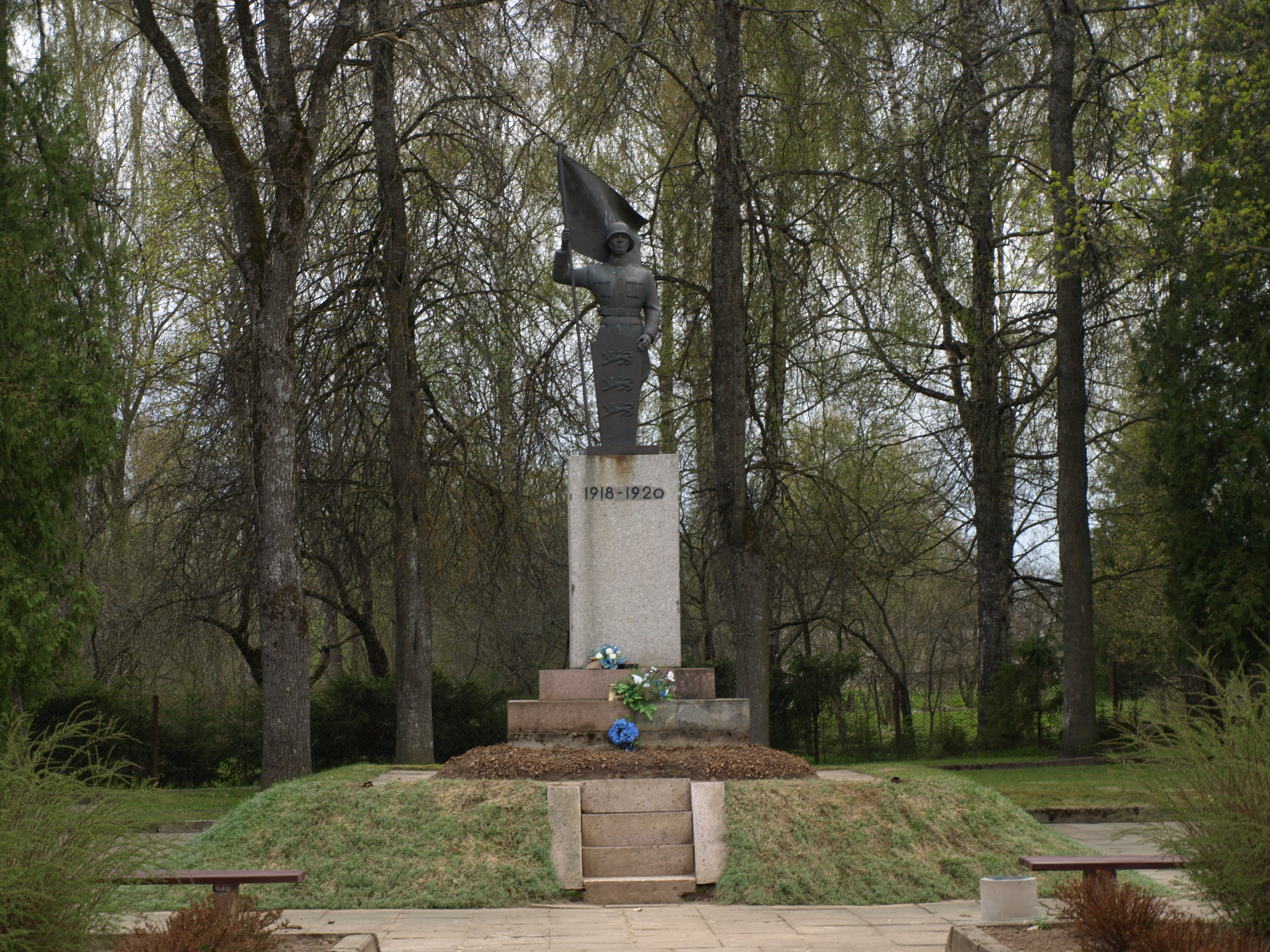
Памятник Освободительной войне
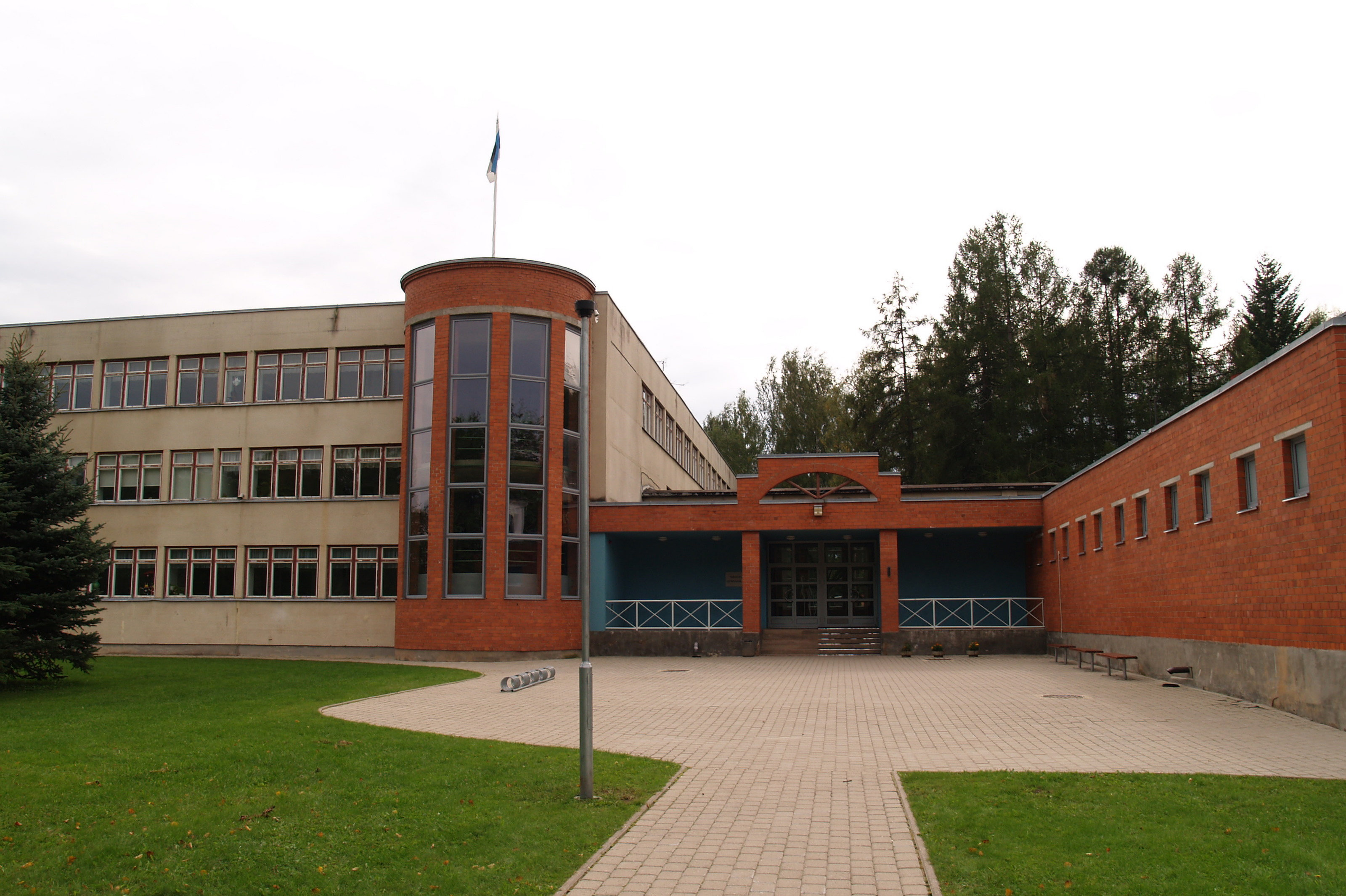
Гимназия Тарвасту
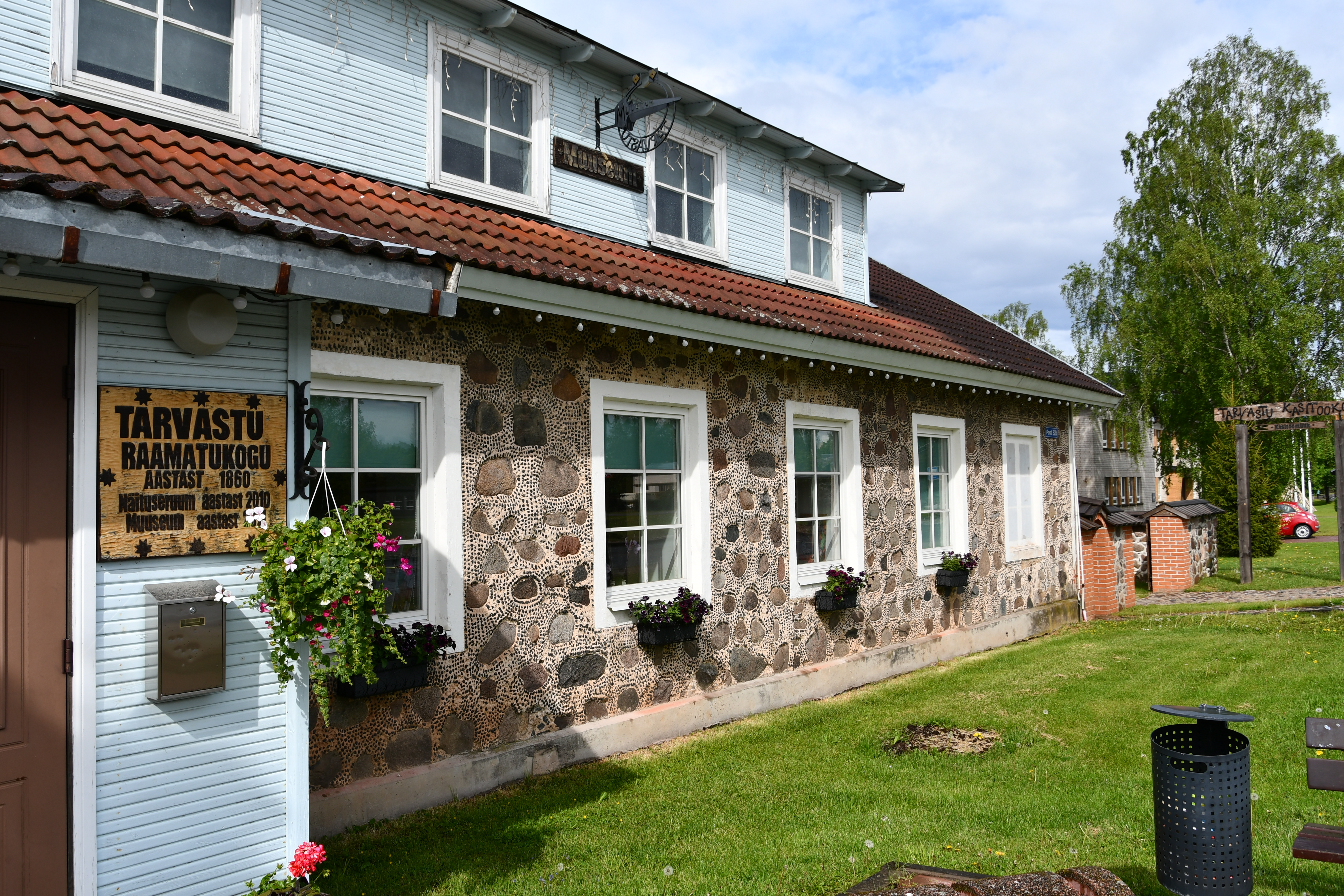
Библиотека Тарвасту
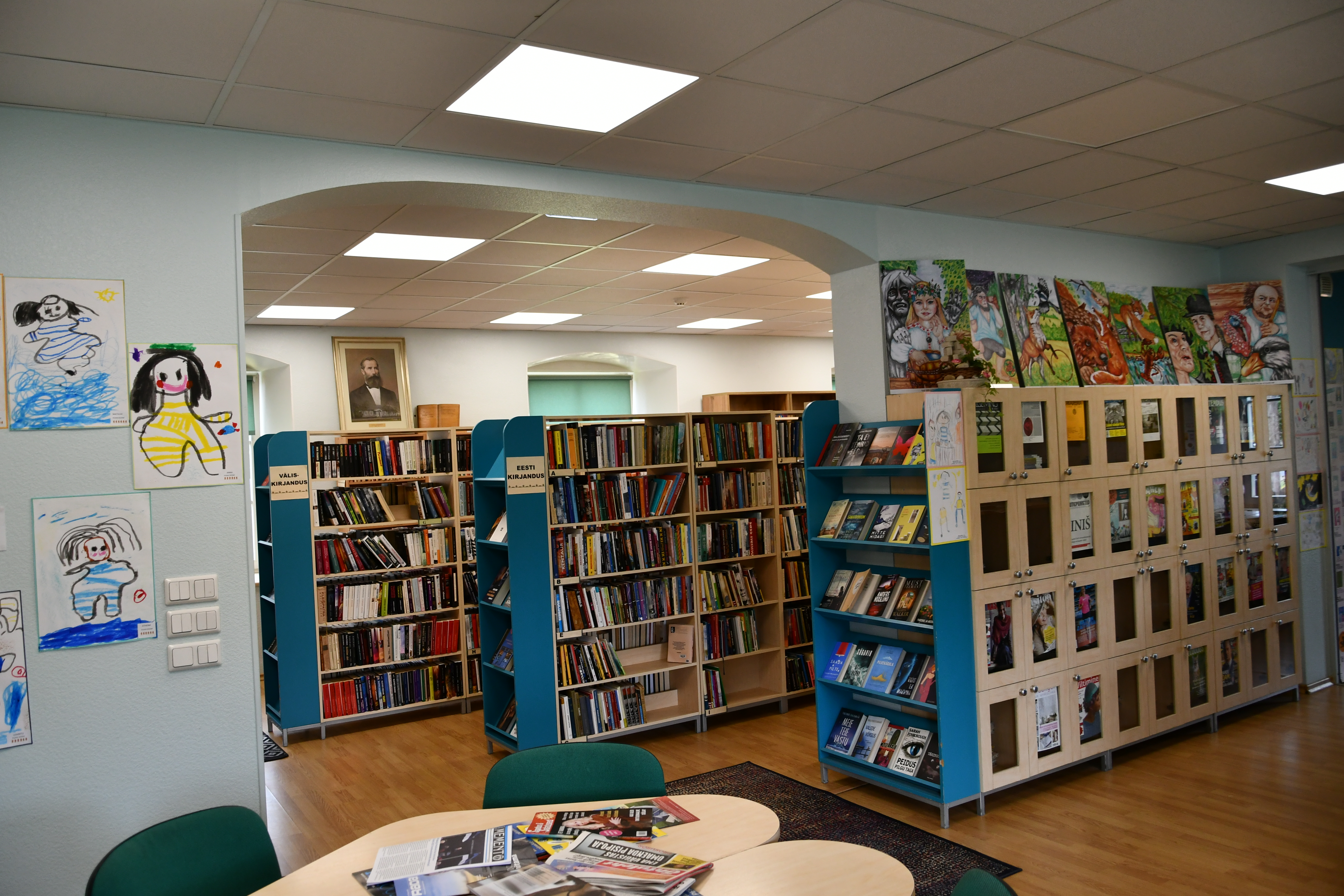
В библиотеке
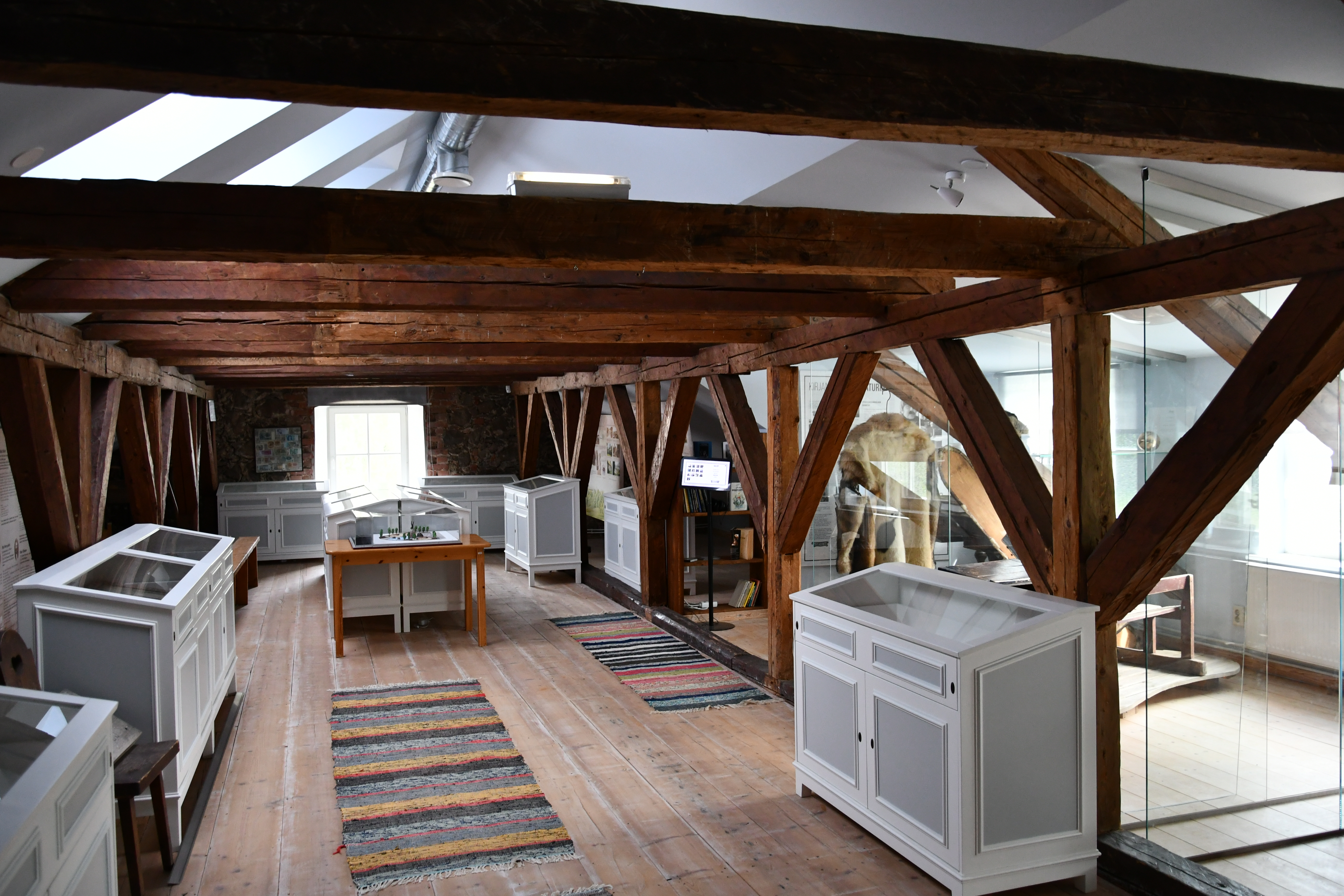
В музее Тарвасту
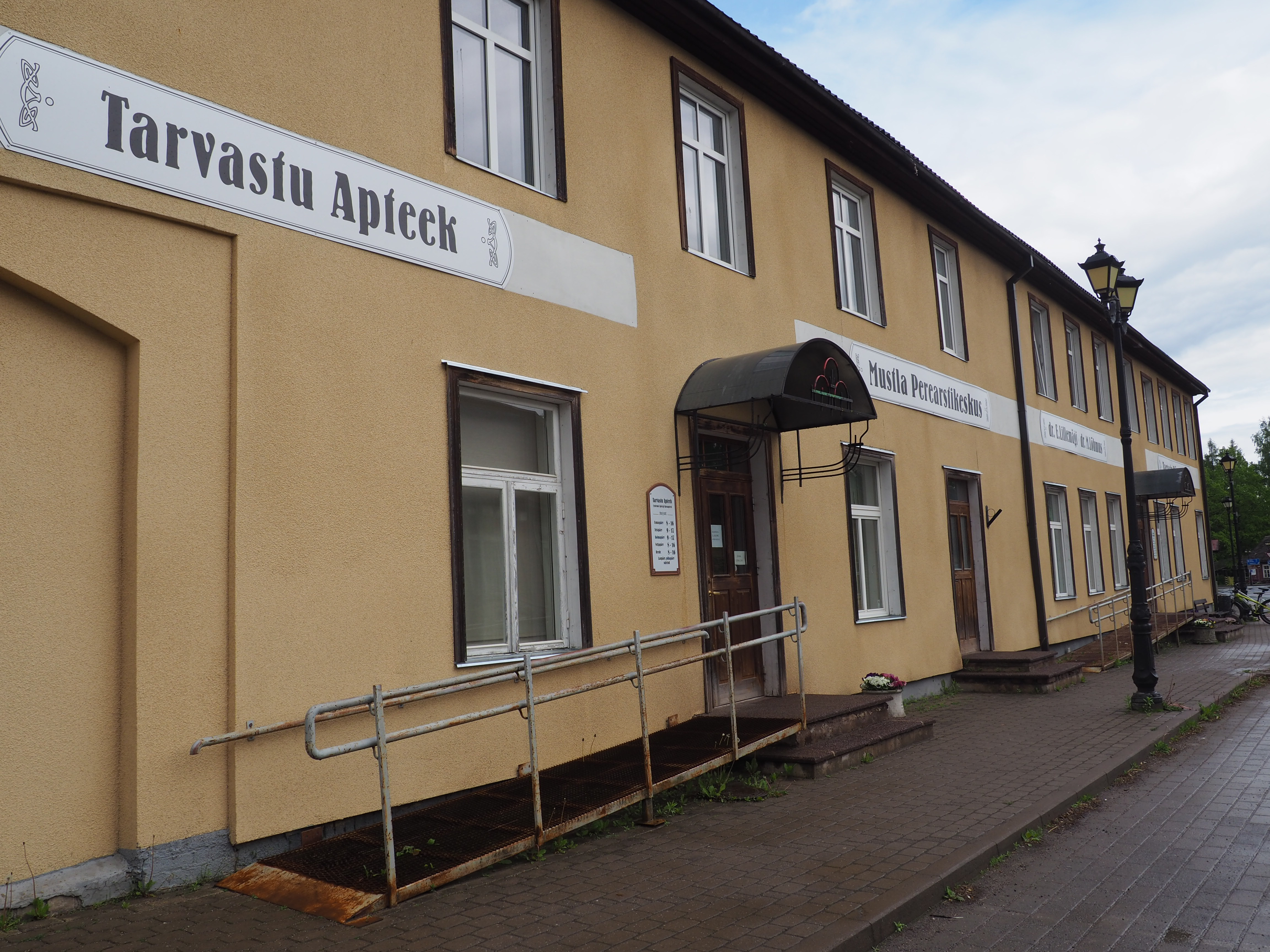
Аптека
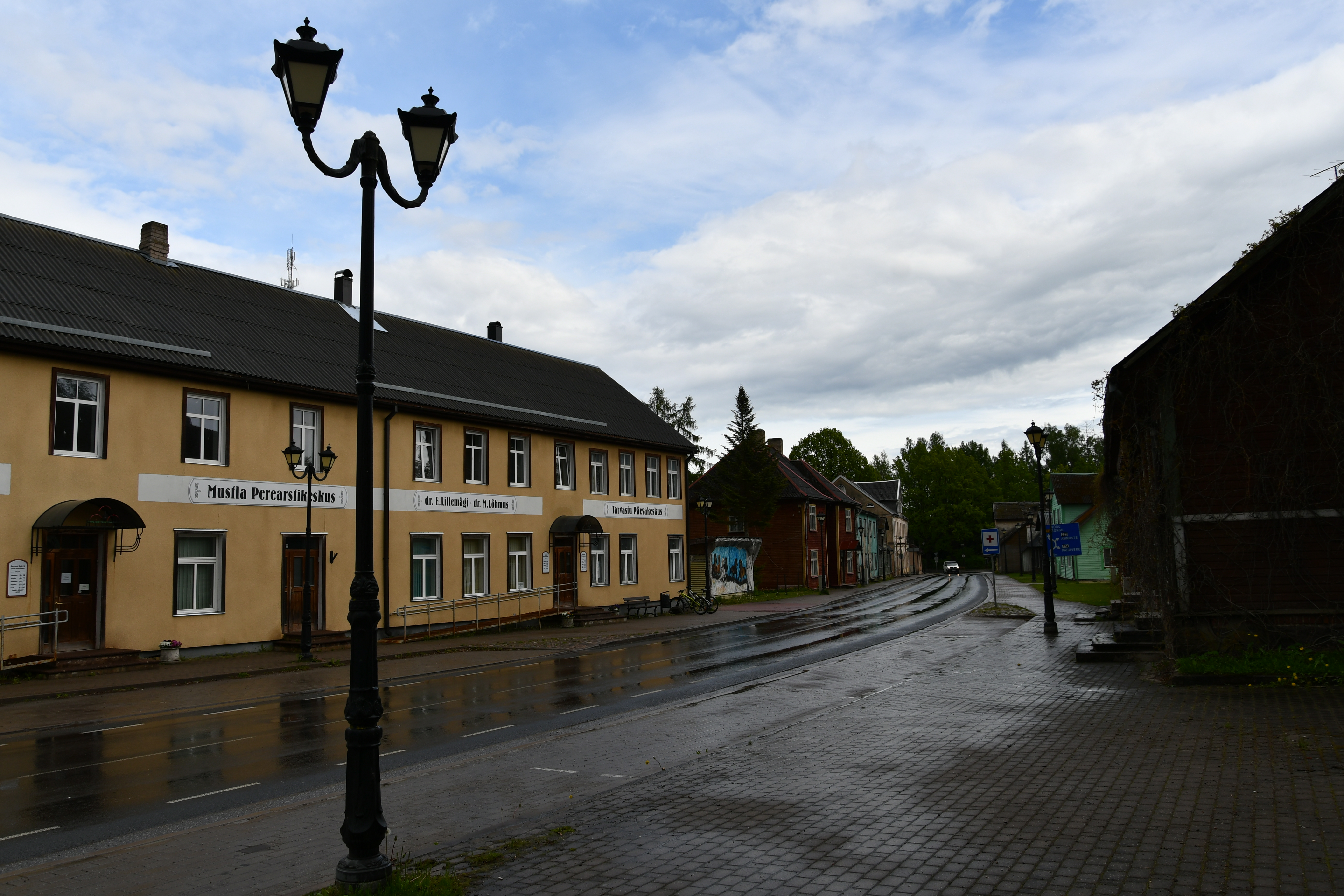
Улица Пости
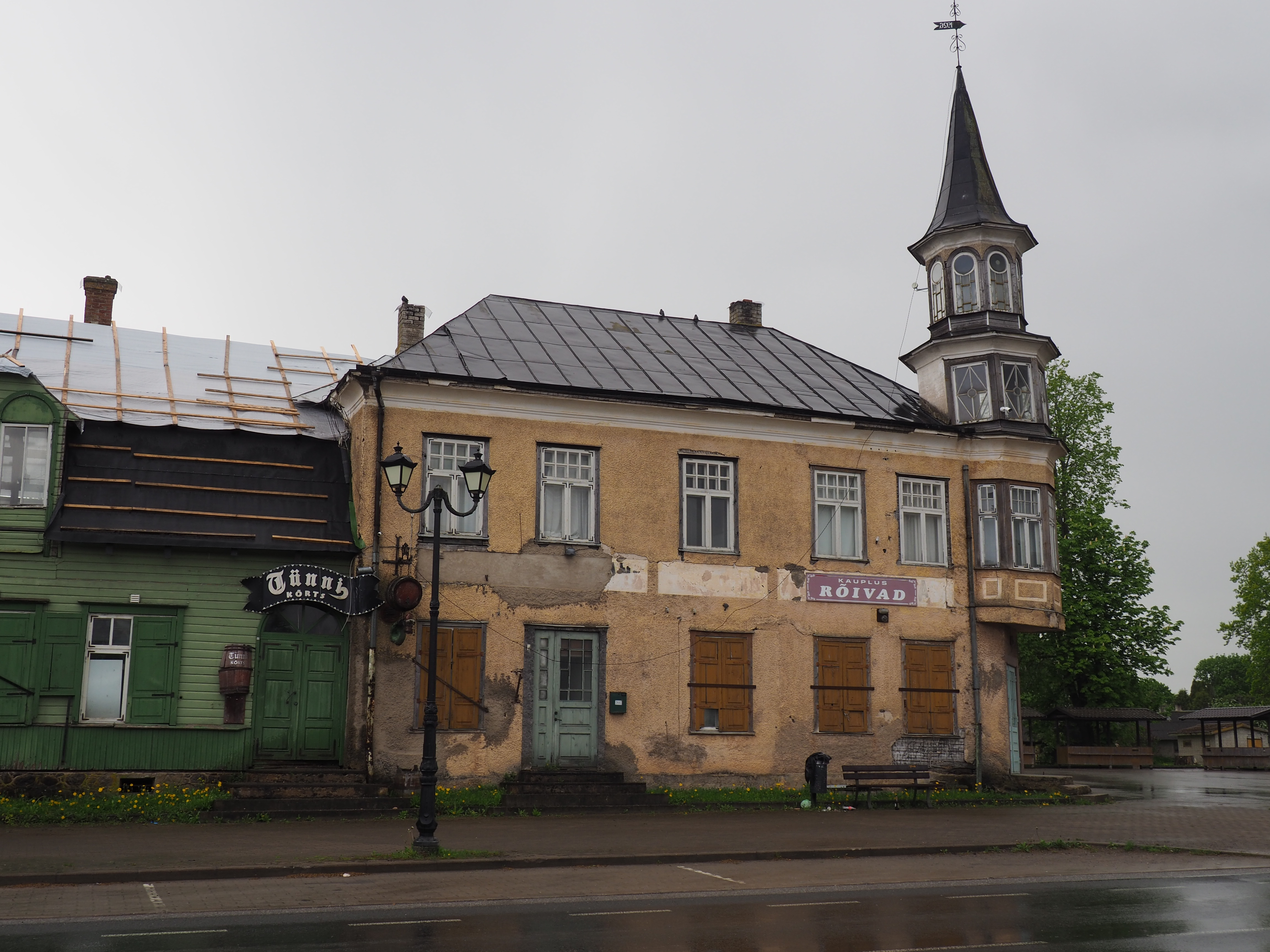
Улица Пости, дом 27
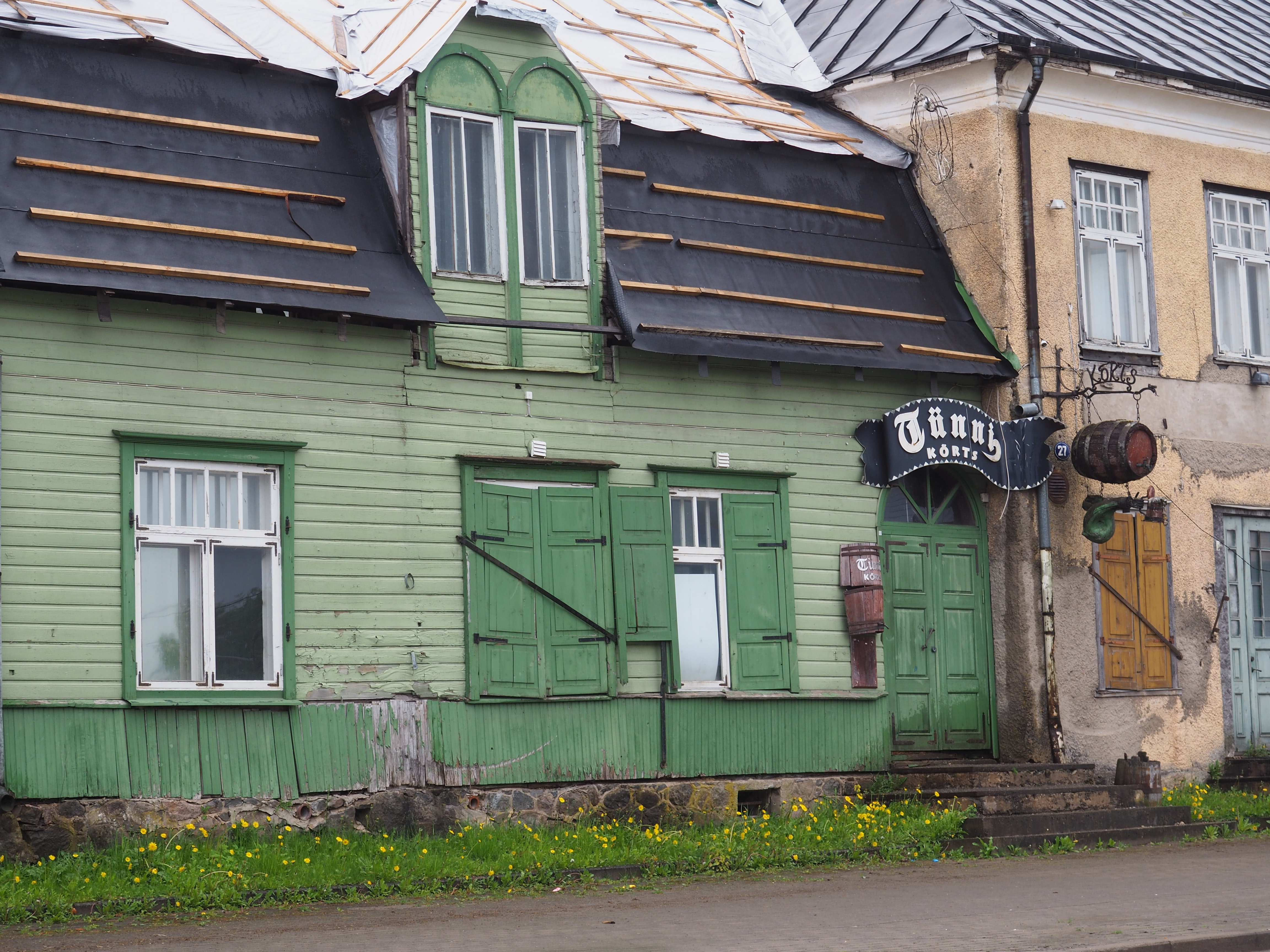
Трактир «Tünni kõrts»
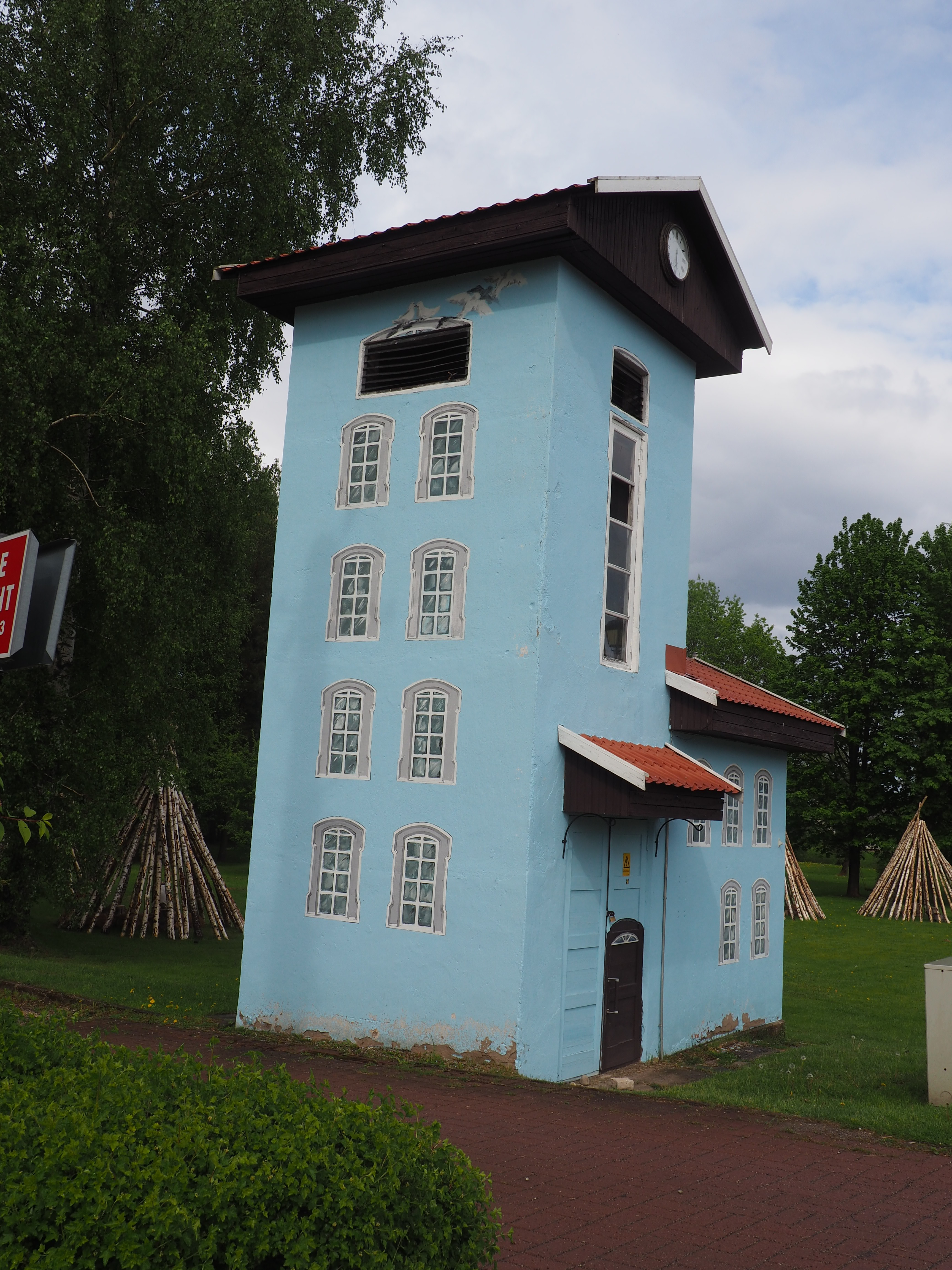
Подстанция

### Комментарии
1. ↑  Эстонские топонимы, оканчивающиеся на -а, не склоняются и не имеют женского рода (исключение — Нарва)